# Isaak (voornaam)
Isaak of Isaac is een mannelijke voornaam. De naam komt van het Hebreeuwse יצחק (Yitschak) wat 'hij zal lachen' betekent. In het Arabisch is de naam: اسحاق (Ishaq).

## Dragers van de naam
De volgende personen en personages dragen de naam Isaak in een of andere schrijfwijze:
- Isaac Albéniz, Spaans componist
- Isaac Asimov, Amerikaans schrijver en biochemicus
- Isaac Barrow, Engels wiskundige en theoloog
- Isaac Beeckman, Nederlands filosoof
- Isaäc da Costa, Nederlands dichter en historicus
- Isaac Arend Diepenhorst, Nederlands minister en jurist
- Isaäc Jan Alexander Gogel, Nederlands staatsman en minister
- Isaäc van Hoornbeek, Nederlands raadspensionaris
- Isaac Israëls, Nederlands schilder
- Isaac Gálvez, Spaans wielrenner
- Isaac Newton, Engels natuurkundige en filosoof
- Isaac Bashevis Singer, Pools/Amerikaans schrijver
- Isaac Stern, Russisck/Amerikaans violist
- Isaac de Pinto, Nederlands filosoof
- Isaäc Dignus Fransen van de Putte, Nederlands ondernemer en minister
- Isaac Vossius, Nederlands filoloog
- Isaäk I, keizer van Byzantium (1057-1059)
- Isaäk II, keizer van Byzantium (1185-1195 en 1203-1204)
- Isaak Babel, Russisch schrijver
- Isaak Boleslavski, Russisch schaker
- Isaak Levitan, Russisch kunstschilder
- Isaak (aartsvader), de Bijbelse aartsvader
- Heinrich Isaac, Renaissancecomponist
- Yitzhak Navon, Israëlisch president
- Yitzchak Rabin, Israëlisch premier
- Yitzhak Shamir, Israëlisch premier